# Wapen van Standdaarbuiten

Wapen van Standdaarbuiten

Het wapen van Standdaarbuiten werd op 16 juli 1817 bevestigd door de Hoge Raad van Adel aan de Noord-Brabantse gemeente Standdaarbuiten. Per 1997 ging Standdaarbuiten op in de gemeente Zevenbergen, die zich in 1998 hernoemde in Moerdijk. Het gemeentewapen kwam daardoor te vervallen. De maliën (macles) zijn terug te vinden in het wapen van Moerdijk als verwijzing naar Standdaarbuiten.

## Blazoenering
De blazoenering van het wapen luidde als volgt:
Coupé, waarvan het bovenste parti, het eerste van sabel, beladen met een klimmende leeuw van goud; het tweede van keel, beladen met drie pals van goud; het onderste van sijnople, beladen met drie macles van goud, staande twee en een.
De heraldische kleuren zijn sabel (zwart), goud (goud of geel), keel (rood) en sinopel (groen). Niet vermeld wordt dat de delingslijnen van goud zijn. In het register van de Hoge Raad van Adel zelf wordt geen beschrijving gegeven, alleen een afbeelding.

## Geschiedenis
Oorspronkelijk voerde deze familie Van Glymes, heren van Bergen op Zoom, een ander wapen, maar Jan II van Glymes introduceerde een familiewapen dat was afgeleid van het wapen van zijn moeder, Johanna van Boutersem. Van dit wapen is het wapen van Standdaarbuiten afgeleid. Het verschil is dat de maliën in het wapen van Glymes van zilver zijn en die van het gemeentewapen in het goud zijn.

## Verwante wapens

Wapen van Boutersem (tot 1986)
Wapen van Jan II van Glymes
Wapen van Moerdijk